# 12. pehotna divizija (Avstro-Ogrska)
12. pehotna divizija (izvirno nemško 12. Infanterie-Division oz. nemško 12. Infanterietruppendivision) je bila pehotna divizija avstro-ogrske kopenske vojske, ki je bila aktivna med prvo svetovno vojno.

## Poveljstvo
Poveljniki (Kommandanten)
- Paul Kestřanek: avgust 1914 - november 1915
- Alfred von Hinke: november 1915 - januar 1917
- Stanislaus von Puchalski: februar 1917 - avgust 1918
- Karl Waitzendorfer: september - november 1918

## Organizacija
Maj 1941
- 23. pehotna brigada
- 24. pehotna brigada
- 1. poljskotopniški polk
- 1. poljskotopniški polk
- 1. težkohavbični divizion

Maj 1918
- 23. pehotna brigada:

- 56. pehotni polk
- 100. pehotni polk

- 24. pehotna brigada:

- 3. pehotni polk

- 12. jurišni bataljon
- 12. poljskoartilerijska brigada
- 4. eskadron, reitende 1. Schützen-Regiment
- 1. četa, 12. saperski bataljon